# さつき観光
さつき観光株式会社（さつきかんこう）長崎県平戸市田平町に本社を置く乗合バス、貸切バス事業者である。

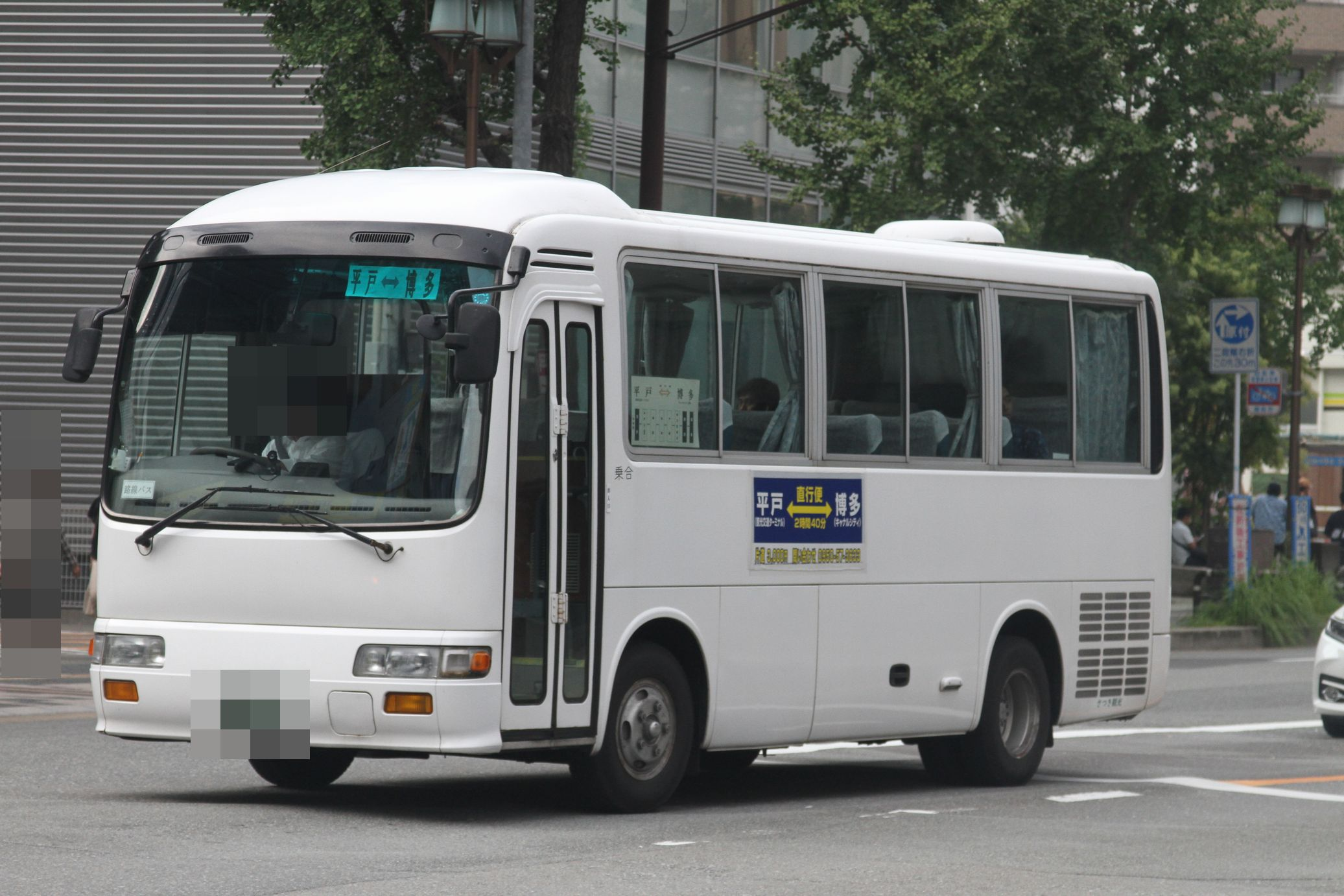
博多-平戸線で使用される日野・リエッセ

## 沿革
- 2018年11月9日 - 設立。
- 2019年7月23日 - 一般乗合自動車運送事業、一般貸切自動車運送事業許可。[1]
- 2019年8月27日 - 高速バス博多-平戸線運行開始。

## 路線
2019年8月27日より、YOKAROから引き継ぐ形で福岡 - 平戸間に高速バス「さつきHighway」を運行している。空席があれば予約なしで乗車可能で、運賃は乗車時に乗務員に行き先を申告して支払う前払い方式である。予約する場合は運賃と別に予約料が必要で、乗車時に運賃とともに支払う。2枚・4枚・6枚・8枚・10枚綴り回数券がある。YOKARO時代の回数券や予約券は利用不可で交換を行っている。
SUNQパスは運営委員会非加盟のため利用できない。
さつきHighway
平戸大垣（ドラモリ前） - 平戸桟橋 - 平戸新町 - 平戸物産館前 - 平戸大橋公園前 - 平戸田平（平戸口） - 平戸市役所田平支所前 - 松浦（御厨駅前） - 松浦発電所 - 松浦（松浦文化会館入口） - 松浦今福（今福交通待合所） - 伊万里黒川 - 伊万里名村団地 - 唐津生駒 - 東唐津駅 - 博多駅前（HEARTSバスステーション博多）
※平戸大垣 - 伊万里名村団地間の区間内相互間および唐津市内相互間の利用は不可。
- 2019年8月27日 運行開始。停車地や運行時刻・運賃はYOKARO時代と同一。
- 2020年3月 停車地に平戸大橋公園前・田平支所前・名村団地を新設。
- 2020年4月15日 新型コロナウイルス感染症の世界的流行に伴う緊急事態宣言を受け1往復に減便。これ以降、感染拡大や緊急事態宣言などにより運休や増減便を繰り返す。
- 2020年12月5日 平戸桟橋 - 大垣間を延長し、停車地に大垣ドラモリ前・平戸海上ホテル前を新設。
- 2021年6月21日 停車地に平戸新町・平戸物産館前を新設。
- 2021年9月頃 停車地に唐津生駒・唐津今組を新設。
- 2021年10月18日 毎日2往復での運行を開始（運行時刻は日により異なる）。
- 2021年12月1日 ダイヤ改正。
  - 毎日3往復となる（運行時刻は日により異なる）。
  - 手荷物の一部有料化。
  - 伊万里黒川・名村団地 - 博多間の運賃を1,300円→1,500円に値上げ。
  - 繁忙期は完全予約制とし予約なしでの乗車に追加料金を徴収。
- 2022年2月16日 2往復に減便。これ以降増減便を繰り返す。
- 2022年6月15日 約1割の運賃値上げを実施。
- 2023年5月23日 キャナルシティ博多のバス駐車場閉鎖に伴い、福岡側の発着地をHEARTSバスステーション博多に変更。

## 貸切バス事業
大型4台、小型1台の計5台で認可された。